# مولي ويزلي
مولي ويزلي (بالإنجليزية: Molly Weasley)‏ شخصية خيالية وردت في سلسلة هاري بوتر للمؤلفة البريطانية ج. ك. رولنغ. تتحدر مولي من أسرة سحرية نقية الدم، متزوجة من آرثر ويزلي، وأم لسبعة من الأبناء، بيل وتشارلي وبيرس والتوأم فريد وجورج ورون وابنة وحيدة هي جيني.

## نبذة عنها
حمراء الشعر، قصيرة وسمينة، محبة لعائلتها وأكثر مايخيفها أن تراهم موتى أمامها، تقيم مع زوجها وأبناءها السبعة في منزل غريب يُدعى الجحر أو الملجأ، تهوى الطبخ والحياكة.
كانت إحدى طالبات جريفندور أثناء دراستها في هوغوورتس، حاليا هي أحد أعضاء جماعة العنقاء ومؤيدة لألباس دمبلدور.